# CENPH
CENPH‏ (Centromere protein H) هوَ بروتين يُشَفر بواسطة جين CENPH في الإنسان.